# Marquesado de Villa Alegre de Castilla
El marquesado de Villa Alegre de Castilla es un título nobiliario español creado por el rey Carlos II en favor de Salvador de Lizarralde y Pineda, alcalde de hijosdalgo de la Real Audiencia de Sevilla y caballero de la Orden de Alcántara, el 18 de enero de 1685 por real decreto y el 10 de abril de 1690 por real despacho.
Fue rehabilitado en 1920 por el rey Alfonso XIII, quien lo concedió a Alfonso Pardo-Manuel de Villena e Inchausti, V marqués de Villa Alegre de Castilla, XIV marqués de Rafal con grandeza de España, IV marqués de Valdesevilla y X vizconde de Peñaparda de Flores.

## Marqueses de Villa Alegre de Castilla
|                                 | Titular                                                               | Periodo                |
| Creación por Carlos II          | Creación por Carlos II                                                | Creación por Carlos II |
| ------------------------------- | --------------------------------------------------------------------- | ---------------------- |
| I                               | Salvador de Lizarralde y Pineda                                       | 1690-¿?                |
| II                              | María Prudencia de Córdoba Lasso de la Vega y de la Puente-Verástegui | 1699-1742              |
| III                             | María Ignacia de Figueroa y Córdoba Lasso de la Vega                  | 1742-¿?                |
| IV                              | Juana de Figueroa y Córdoba Lasso de la Vega                          | ¿?-1760                |
| Rehabilitación por Alfonso XIII |                                                                       |                        |
| V                               | Alfonso Pardo-Manuel de Villena e Inchausti                           | 1920-1925              |
| VI                              | Ignacio Pardo-Manuel de Villena y Egaña                               | 1925-1963              |
| VII                             | Santiago Pardo-Manuel de Villena y Berthelemy                         | 1964-1998              |
| VIII                            | Jaime Pardo-Manuel de Villena y de L'Epine                            | 1998-hoy               |

## Historia de los marqueses de Villa Alegre de Castilla
Los primeros marqueses de Villa Alegre de Castilla fueron:
- Salvador de Lizarralde y Pineda, I marqués de Villa Alegre de Castilla, hijo del capitán Juan de Lizarralde y Churruca y de Rufina Ordóñez de Pineda.

Se casó en Sevilla con María Prudencia de Córdova Lasso de la Vega y Puente Verastegui. Sin descendencia. Le sucedió su viuda:
- María Prudencia de Córdova Lasso de la Vega y Puente Verastegui, II marquesa de Villa Alegre de Castilla.

Sin descendencia. Le sucedió su sobrina, hija de los marqueses de Valdesevilla:
- María Ignacia de Figueroa y Córdoba Lasso de la Vega, III marquesa de Villa Alegre de Castilla.

Se casó en Sevilla con Andrés Maraver y Silva. Sin descendencia. Le sucedió su hermana:
- Juana de Figueroa y Córdoba Lasso de la Vega, IV marquesa de Villa Alegre de Castilla y III de Valdesevilla.

Se casó con Juan Manuel de Villena y Flórez, II conde de Vía Manuel.
Tras ser rehabilitado en 1920 por Alfonso XIII, el título recayó en:
- Alfonso de Pardo y Manuel de Villena (1876-1955), V marqués de Villa Alegre de Castilla, XIV marqués de Rafal con grandeza de España, IV marqués de Valdesevilla y X vizconde de Peñaparda de Flores.[1] Fue senador del Reino, vocal de la Diputación y Consejo de la Grandeza de España, caballero de la Orden de Malta y gentilhombre de la cámara del rey con ejercicio y servidumbre.

Se casó, el 10 de junio de 1899 en Madrid, con Ignacia María de la Soledad de Egaña y Aranzabe, dama de la reina. En 1925 le sucedió, por cesión, su hijo:
- Ignacio Pardo-Manuel de Villena y Egaña (San Sebastián, 18 de julio de 1907-30 de septiembre de 1963[5]), VI marqués de Villa Alegre de Castilla,[4] caballero de la Orden de Malta y capitán de artillería.[1]

Se casó con Isabel Simone Berthelemy y Supervielle. Le sucedió su hijo:
- Santiago Pardo-Manuel de Villena y Berthelemy (n. en 1932), VII marqués de Villa Alegre de Castilla,[6] XVI marqués de Rafal, VI marqués de Valdesevilla.

Se casó con Evelyne de L'Epine y Jacquin de Margerie. El 18 de febrero de 1998, por orden del 9 de enero del mismo año —BOE del 12 de febrero—, le sucedió su hijo:
- Jaime Pardo-Manuel de Villena y de L'Epine (n. en 1968), VIII marqués de Villa Alegre de Castilla.

Se casó con Sandra Butragueño Fernández, con quien ha tenido tres hijos. Actualmente están divorciados.